# أندريا بيزديكوفا
أندريا بيزديكوفا (ولدت في 8 فبراير 1994) راقصة، لاعبة، عارضة أزياء تشيكية وحاملة لقب ملكة جمال سابقة والتي توجت به عن مسابقة ملكة جمال التشيك 2016 ومثلت الجمهورية التشيكية في ملكة جمال الكون 2016 

## روابط خارجية
- الموقع الرسمي ملكة جمال تشيك
- Andrea Bezdekova @ Angelopedia
- Ceska Miss 2016 Winners
- أندريا بيزديكوفا على إنستغرام